# Descazacizare
Descazacizare (în limba rusă: Расказачивание Raskazacivanie) este un termen prin care se descrie politica sistematică a bolșevicilor de eliminarea a cazacilor de pe Don și a celor din Kuban ca grupuri sociale. Acest război a fost prima decizie luată de liderii sovietici pentru „eliminarea, exterminarea și deportarea a populației unui întreg teritoriu”. O serie de istorici consideră că aceste măruri represive constituie genocid.  Unul dintre specialiștii istoriei regiunii Donului, Peter Holquist, consideră că descazacizarea nu a constituit un genocid, ci a reprezentat începutul programului de „inginerie socială” și a fost o „încercare crudă și radicală de eliminare a grupurilor sociale indezirabile”.

## Cadru istoric
Cazacii erau o castă militară în Rusia prerevoluționară a secolelor al XVIII-lea – al XX-lea. Ei locuiau în principal în sudul Rusiei, în regiunile Donului și Kubanului, ca și în unele regiuni din Siberia și Asia Centrală precum Orenburg și Transbaikalia. Ei aveau numeroase similitudini din punct de vedere militar cu strelțî, (soldați ruși înarmați cu muschete). Datorită îndelungatei lor tradiții militare, cazacii au jucat un rol important în toate războaiele Rusiei din secolele al XVIII-lea și al XIX-lea. La sfârșitul secolului al XIX-lea și începutul celui de-al XX-lea, date fiind prosperitatea economică a cazacilor, statutului privilegiat de care se bucura casta lor militară și a conservatorismul lor politic, regimul țarist i-a folosit ca forțe polițienești și pentru suprimarea mișcărilor revoluționare, în special în perioada 1905 – 1907.
După izbucnirea revoluției din Rusia din 1917, elitele cazacilor au adoptat o politică ostilă sovietelor muncitorilor, țăranilor și soldaților, în vreme ce cazacii săraci au sprijinit sus-numitele soviete. În timpul războiului civil, cazacii au putut fi găsiți în ambele tabere: a „roșiilor” bolșevici și a „albilor” monarhiști. Aproximativ 20% dintre cazaci au luptat în rândurile Armatei Roșii. 

Conceptul descazacizării încă din timpurile imperiale. Au existat discuții aprinse cu privire la desființarea regiunilor administrative căzăcești („Armatele căzăcești”) și de reducere a privilegiilor lor, proces prin care să devină egali cu cetățenii obișnuiți. A existat o formă de „decazacizare”, care a dus la eliminarea unor privilegii, dar și a unor obligații precum acelea a serviciului militar pe toată perioada vieții și a cumpărării din banii proprii a echipamentului militar individual (arme, uniformă, harnașament).
La scurtă vreme după cucerirea puterii de către soviete la Petrograd și în alte câteva orașe mari în noiembrie 1917, a izbucnit u conflict între regimul bolșevic din Rusia și cazaci. Atamanul Kaladin din regiunea Donului a declarat că acordă întregul său suport, în strânsă colaborare cu celelalte Armate căzăcești, forțelor lui Kerenski. Kaledin, după ce a stabilit legături cu Rada Centrală Ucraineană și Armatele din Kuban, de pe Terek și din Orenburg, a sperat să poată răsturna noul guvern bolșevic și să instaureze un regim contrarevoluționar în Rusia. Pe 15 noiembrie 1917, generalii  Kornilov, Alexeev și Denikin au început să organizeze în Novocerkassk Armata Voluntarilor. Kaledin a impus legea marțială în regiunea pe care o controla și a început luptele pentru eliminarea sovietelor. Forțele lui Kaledin au ocupat pe 15 decembrie, după o bătălie de șapte zile, orașul Rostov pe Don. Pe 7 ianuarie 1918, Gărzile Roșii au declanșat contraofensiva din bazele din Gorlovka, Lugansk și Millerovo. Atacul bolșevicilor a fost sprijinit de rebeliunile muncitorilor și cazacilor săraci. Pe 25 februarie, trupele bolșevicilor au ocupat Rostovul și Novocerkasskul. Resturile trupelor cazacilor  „albi” conduse de atamanul Popov, au fugit în stepele Salask.
La mijlocul lunii martie 1919, ofițerii CEKA au executat mai mult de 8.000 de cazaci. Au fost înființate „tribunale revoluționare” în numeroase stanițe, ele conducând judecăți sumare încheiate în doar câteva minute cu condamnarea la moarte pentru activități contrarevoluționare.
După ce forțele germane au invadat au ocupat Rostovul pe 8 mai 1918, generalul Krasnov a format un guvern marionetă în regiunile de pe cursul Donului. Forțele generalului Krasnov au ocupat pentru prima oară Țarițîn. Forțele sovietice au contraatacat și i-au alungat pe albi din Țarițin pe 7 septembrie doar pentru ca pe 22 al aceleiași luni, forțele lui Krasnov să reocupe orașul. Au urmat luptele pentru controlul regiunii, iar, pe la mijlocul lunii februarie 1919, forțele lui Krasnov au fost definitiv alungate din regiune.În perioada în care forțele albilor conduși de Krasnov au controlat regiunea Donului (mai 1918 – februarie 1919), tribunalele militare au condamnat la moarte aproximativ 25.000 de oameni.
Sovieticii au cerut locuitorilor regiunii Donului să predea o cotă de cereale egală cu întreaga producție a regiunii. Cea mai mare parte a cazacilor  a trecut de partea forțelor rebele. Alături de forțele lui Wranghel, cazacii i-au alungat încă o dată din regiunea Donului pe bolșevici în august 1920. Forțele albilor nu au reușit să-și păstreze pozițiile și s-au retras în Crimeea. După ce bolșevicii au reușit să obțină controlul și în Crimeea, cazacii au devenit victime ale Terorii Roșii. Comisii speciale („troica”) au fost înființate și însărcinate cu „descazacizarea”. Aceste „troici” au condamnat la moarte în cadrul acestui program peste 6.000 de oameni doar în octombrie 1920. În afară de cei declarați vinovați, au suferit și familiile acestora, iar uneori chiar și vecinii, cu toții fiind deportați în lagăre de concentrare. Unul dintre liderii CEKA din Ucraina, Martin Lațis, avea să declare la un moment dat că femeile, copii și bătrânii deportați în lagărul de la Maikop au fost obligați să trăiască în condiții grele, în noroi și la temperaturile scăzute din octombrie. În condițiile în care rata mortalității a fost foarte ridicată, femeile au fost nevoite să întrețină relații intime cu soldații din gardă pentru ca să supraviețuiască.
Felix Dzerjinski, șeful CEKA, îi propunea lui Lenin în noiembrie 1920 să organizeze internarea în lagăre a aproximativ 100.000 de prizonieri de pe frontul de sud și din așezările cazacilor de pe Don, Terek și din Kuban, în condițiile în care un lagăr precum cel de la Oriol era deja supraaglomerat.
Organizația CEKA din Piatigorsk a organizat o „zi a Terorii Roșii” pentru executarea a 300 de oameni. Obligația elaborării listelor celor care trebuiau executați a căzut în sarcina organizației locale a bolșevicilor. Cum avea să depună mărturie un cekist, bolșevicii locali au stabilit în mod arbitrar persoanele care trebuiau executate, acesta fiind un prilej pentru rezolvarea unor dușmănii vechi. S-a ajuns chiar ca, în lipsa unor persoane „potrivite” pentru execuție, pe lista amintită au fost trecuți bolnavii din spitalul din Kislovodsk. O serie de orașe căzăcești au fost trecute prin foc și sabie, iar supraviețuitorii au fost deportați liderului comitetului revoluționar din Caucazul de nord, Sergo Ordjonikidze. Dosarele lui Sergo Ordjonikidze includ numeroase documente referitoare la operațiunile de decazacizare. În ordinul său din 23 octombrie se preciza: 
1. Orașul Kalinovskaia să fie incendiat.
2. Locuitorii din Ermolovskaia, Romanovskaia, Samacinskaia și Mihailovskaia să fie evacuați din casele lor, iar aceste case să fie distribuite țăranilor săraci, în mod special cecenilor, care au demonstrat tot timpul un mare respect pentru puterea sovietică.
3. Toți bărbații între 18 și 50 de ani din orașe mai sus menționate să fie adunați în convoaie și deportați sub pază armată în nord, unde vor fi condamnați la muncă grea.
4. Femeile, copii și bătrâni să fie evacuați din casele lor, chiar dacă li se permite să se stabilească mai departe în  nord.
5. Toate bovinele și bunurile din orașele mai sus menționate vor fi confiscate.[20]

Ordzhonikidze avea să primească un raport cu privire la îndeplinirea ordinului său după numai trei săptămâni: 

Kalinovskaia: orașul a fost demolat și întreaga populație (4.220) deportată sau expulzată

Ermolovskaia: a fost golită de toți locuitorii (3.218)

Romanovskaia: 1.600 deportați, 1.661 așteaptă deportarea

Samacinskaia: 1.018 deportați, 1.900 așteaptă deportarea

Mikhailovskaya: 600 deportați, 2.200 așteaptă deportarea.

## Istoric
Declanșarea acțiunii de „descazacizare” a fost luată printr-o rezoluție secretă a Partidului Bolșevic de pe 24 ianuarie 1919, care cerea organelor locale ale puterii să declanșeze teroarea de masă împotriva cazacilor bogați, exterminarea tuturor prin întreprinderea de acțiuni nemiloase împotriva tuturor cazacilor care au luat parte indiferent cum, direct sau indirect, la lupta împotriva sovietelor.  
După doar două săptămâni, liderii bolșevici ai Frontului de sud au emis propriile instrucțiuni cu privire la aplicarea rezoluției: „Principala datorie a comitetelor executive ale stanițelor și hutoarelor este neutralizarea căzăcimii prin extirparea nemiloasă a elitei sale. Atamanii de regiune și de stanițe sunt subiectul eliminării necondiționate, [dar] atamanii de hutoare trebuie să fie executați doar în acele cazuri în care se poate dovedi că ei au sprijinit în mod activ politica lui Krasnov (au organizat pacificări, au condus mobilizări, au refuzat să ofere refugiu cazacilor revoluționari și personalului Armatei Roșii).”  Politica de „descazacizare mare” a fost oprită pe 16 martie 1919 ca urmare a unei revolte de amploare împotriva puterii sovietice din Veșenskaia. După acest moment, statul sovietic s-a concentrat împotriva eliminării cazacilor ca entitate monolitică socială, juridică și economică. Reabilitarea completă a cazacilor și a locuitorilor teritoriului Donului a avut loc în septembrie 1919. Printr-un articol apărut într-un ziar al Armatei Roșii, bolșevicii primeau noi instrucțiuni: „Cu toate că este adevărat că o anumită parte a populației teritoriului Donului este contrarevoluționară din motive de natură economică, aceasta nu reprezintă nici pe departe majoritatea. Iar această parte a populației care a rămas poate deveni aliatul nostru”.  În ciuda acestor luări de poziție la nivel oficial, deportările și execuțiile au continuat chiar și în anul 1920.

Peter Holquist afirmă că numărul total al celor executați este greu de stabilit, dar este vorba în mod sigur de mii de oameni, poate peste 10.000. Sute de oameni au fost executați în unele regiuni. Tribunalul din Hoper a fost foarte „activ”, pronunțând 226 de sentințe capitale într-o singură lună. Tribunalul din Țimlianskaia a pronunțat peste 700 de condamnări la moarte. În Kotelninkovo au fost executați 117 oameni la începutul lunii mai, iar în total au fost executați aproape 1.000. Alte tribunale nu au fost la fel de active. Tribunalul din Berezovskaia a ordonat în total arestarea a 20 de oameni dintr-o comunitate de 13.500 de locuitori. Un istoric rus oferă o estimare cuprinzătoare a execuțiilor din regiunea Veșenskaia, considerând că deși numărul celor care au fost victimele represiunii în zonă a fost destul de ridicat, în timpul „descazacizării” acesta să fi fost în jur de 300 de persoane. Holquist trage concluzia că rapoartele albilor cu privire la atrocitățile roșiilor din regiunea Donului au fost exagerate în mod voit, urmărind scopuri propagandistice. Există un exemplu al raportului unui ataman, care menționa 140 de persoane executate în Bokovskaia, raport care s-a dovedit exagerat, de vreme ce bolșevicii condamnaseră la moarte doar 8 oameni, dar nu au reușit să ducă la îndeplinire sentințele capitale. Același istoric rus subliniază că prin semnalarea acestor rapoarte false sau făcute cu scop propagandistic, nu se încearcă diminuarea crimelor făptuite de bolșevici. Alți istorici, printre care Orlando Figes, Donald Rayfield, Alexander Nekrich, R.J. Rummel și Stéphane Courtois, au tras concluzia că procesul de descazacizare a avut caracteristicile unui genocid și implicat sute de mii de oameni. Specialistul în istoria rusă al Univeristății din York, Shane O'Rourke, a afirmat că „zeci de mii de cazaci au fost măcelăriți în mod sistematic în doar câteva săptămâni din ianuarie 1919” și aceasta „a fost unul dintre principalii factori care au dus la dispariția cazacilor ca națiune”. Alexandr Nikolaevici Iakovlev, șeful Comitetului Prezidențial pentru Reabilitarea Victimelor Represiunii Politice, nota: „sute de mii de cazaci au fost uciși”. Istoricul Robert Gellately a afirmat că „estimările cele mai demne de încredere indică între 300.000 și 500.000 au fost uciși sau deportați în 1919 – 1920” dintr-o populație de aproximativ trei milioane de oameni. Cercetările istoricului Pavel Polian de la Academia de Științe a Rusiei cu privire la subiectul migrației forțate în Rusia a demonstrat în lucrarea Împotriva voinței lor că peste 45.000 de cazaci au fost deportați din provincia Terek în Ucraina. Pământurile deportaților au fost redistribuite cazacilor prosovietici și cecenilor.
Chiar și unii dintre bolșevici au admis că procesul de decazacizare a avut caracteristicile unui genocid. Reingold, președintele Sovietului revoluționar al Donului, cel care a fost împuternicit să impună puterea bolșevică în teritoriile cazacilor, a admis că decazacizarea a fost în practică „o politică nediscriminatorie de exterminare în masă”.
Există documente care demonstrează excesele individuale ale oficialilor locali în timpul procesului de decazacizare, care contraveneau politicii oficiale a autorităților centrale. Lenin a trimis în iunie 1919 o telegramă prin care condamna excesele tribunalelor locale.  Acest document pare să intre în contradicție cu descoperirea originalului secret prin care s-a cerut eliminarea a cazacilor, document descoperit în arhivele din Moscova. Istoricul sovietic Dmitri Volkogonov a afirmat într-un dintre lucrările sale că „aproximativ o treime a populației cazace a fost exterminată la ordinul lui Lenin”. Peter Holquist afirmă la rândul lui că guvernul de la Moscova „era pe deplin conștient de activitățile tribunalelor” și că tribunalele „nu demonstrau niciun fel de scrupul  în legătură cu executarea oamenilor”.